# Clostoeca disjuncta
Clostoeca disjuncta är en nattsländeart som först beskrevs av Banks 1914.  Clostoeca disjuncta ingår i släktet Clostoeca och familjen husmasknattsländor. Inga underarter finns listade i Catalogue of Life.